# Amarillita
La amarillita es un mineral del grupo de los sulfuros que posee la fórmula NaFe(SO4)2·6H2O. Fue descubierto en 1933 en la localidad de Tierra Amarilla, Región de Atacama, Chile (de ahí proviene su nombre).
Posee color amarillo verdoso o claro, un sistema cristalino monoclínico y una dureza que varía entre 2,5 y 3 en la escala de Mohs. Se forma en las zonas oxidación en depósitos de sulfuros.
Aparte de ser encontrado en su localidad tipo (Tierra Amarilla), también está presente en la zona de Cerro Pintados (Región de Tarapacá, Chile) y en la mina Xitieshan (provincia de Qinghai, China).